# 선산도서관
선산도서관은 경상북도 구미시 선산읍 소재의 시립 도서관이다.

## 연혁
- 2007.11.01 개관
- 2009.05.01 구미시 봉곡ㆍ선산도서관 위탁운영 (구미시설공단)

## 시설 현황
- 3층: 일반열람실, 하늘정원
- 2층: 종합자료실, 디지털자료실, 사무실
- 1층: 강당, 강의실, 어린이자료실
- 지하1층: 기계실, 서고

## 이용 안내
이용 시간
휴관일
- 자료실: 매월 첫째, 셋째주 월요일 및 법정공휴일 / 장서점검 등 도서관 사정에 따른 임시휴일
- 일반열람실: 신정, 설 연휴 및 추석 연휴, 창립기념일